# Biloxi (pleme)
Biloxi (Baluxa, Beluxi, Bilocchi, Bolixe, Paluxy). Majhno pleme siouan Indijancev, nekoč naseljeno v južnem Mississippiju, danes skoraj izumrlo. Za Biloxije se je verjelo, da so pripadali družini Muskogean, dokler Gatschet leta 1886 ni obiskal preživelih članov v južni Louisiani in odkril številne besede, ki kažejo, da so Siouanske. Po Dorseyju so najbližji sorodniki teh Indijancev Dhegiha, skupina plemen, ki vključuje Osage, Kansa, Ponca, Quapaw in Omaha. Danes se šteje, da so najbolj sorodni plemenu Mosopelea, znanim tudi pod imeni Ofo ali Ofogoula.
Prvi zapisi o njih izvirajo od Ibervillea, ki jih je leta 1699 našel pri zalivu Biloxi Bay, skupaj s plemenoma Pascagoula in Moctobi. Vsa tri plemena so takrat skupaj imela 20 koč.
Biloxe skozi njihovo zgodovino najdemo na različnih lokacijah. V Louisiano so odšli leta 1764 in po mnogih potovanjih v zgodnjem 19. stoletju (pred letom 1825), so prodali svojo zemljo in odšli na Biloxi Bayou v Teksas. Nekateri so se kasneje vrnili v Louisiano, kjer njihovi potomci še vedno živijo pri Lecompte v župniji Rapides. Drugi so leta 1886 odšli v Oklahomo, kjer so se pridružili plemenu Choctaw. Zgodnja populacija je znašala okoli 500 (1699). Po popisu iz leta 1908 jih je bilo 7; po oceni iz leta 2000 jih je okoli 50 v Louisiani.

## Ime
Ime Biloxi morda izvira iz njihovega lastnega imena, Taneks anya, "first people," iz česar so zgodnji Francozi ustvarili izraze Ananis, Anaxis in Annocchy. Indijanci Muskogee so jih imenovali Polu'ksalgi.

## Zgodovina
Prvi stik z Evropejci je bil leta 1699 prek francosko-kanadskega raziskovalca Pierra Le Moyneja d'Ibervilla, ki je tam želel ustanoviti francosko kolonijo Louisiano. Ko je njegova flotilja pristala v naravnem pristanišču vzhodno od delte reke Mississippi, je ugotovil, da je to mesto že zasedeno s strani Špancev. Španski poveljnik je zavrnil dostop do zaliva Mobile, vendar je Francozom dovolil, da si priskrbijo vodo in les. D'Iberville se je umaknil 20 mi (32 km) proti zahodu in ustanovil naselje v zalivu Biloxi, ki nosi njegovo ime. Od tam je raziskoval okolico in srečal tudi pripadnike plemena Biloxi. D'Iberville je opisal zapuščeno vas Biloxi, katere prebivalci so pred tem umrli zaradi epidemije črnih koz. V vasi je našel ostanke koč, ki so bile zgrajene iz posušene gline in so imele strehe iz drevesnega lubja. Bolezen, proti kateri domorodci niso imeli odpornosti, so prinesli Evropejci.
Preživeli Biloxi so se postopoma preselili iz Mississippija v Louisiano in Teksas. Pomešali so se s pripadniki drugih plemen, kot so Caddo, Choctaw in nazadnje s Tunica. Zahodna migracija, ki so jo delile tudi številne druge domorodne skupine z obale Mehiškega zaliva, je bila posledica naraščajočega pritiska evropskih priseljencev. Leta 1828 je bilo dvajset družin na vzhodnem bregu reke Neches v današnjem okrožju Angelina v Teksasu. Leta 1836 so Biloxiji kot zavezniki Cherokeejev podpisali pogodbo "Chief Bowl's Village". Leta 1837 je poročilo senatu Teksasa omenjalo, da Biloxiji in njihovi zavezniki živijo v okrožjih Nacogdoches in Liberty v Teksasu in da imajo "moč 150 bojevnikov". Ko sta Albert Sidney Johnston in predsednik Mirabeau B. Lamar iz Teksasa napovedala vojno Cherokeejem in ubila "poglavarja Bowla", se je ta vojna na hitro razširila na druga plemena v vzhodnem Teksasu. To je prizadelo tudi Biloxije v Teksasu, od katerih so bili številni pripadniki julija 1839 izgnani v Arkansas. Leta 1843 so Biloxiji podpisali "pogodbo iz Bird's Fort" ob reki Trinity z Republiko Teksas. Leta 1846 sta Butler in Lewis našla tabor Biloxijev ob reki Little River v okrožju Bell. Drugi pripadniki Biloxijev so se preselili še dlje proti zahodu in se pojavili kot zavezniki Seminolov v Brackettvillu v Teksasu in v Nacimientu v Coahuili v Mehiki. Druge Biloxije so leta 1886 našli pri Choctawih in Creekih na indijanskem ozemlju.

## Etnografija
Biloxi nikoli niso bili veliko pleme, okoli 500 duš, ki so živeli blizu današnjega Biloxija, Mississippi. Njihove nastanitve so bili šotori. Orodje so izdelovali iz lesa in kamna. Družba je bila matrilinearna. Danes so v Louisiani združeni z nesorodnim plemenom Tunica, plemenom iz nekdanje province Quizquiz, na rezervatu blizu Marksvillea. V Marksvilleu se nahaja plemenski muzej.